# Луна, Диего (американский футболист)
Дие́го А́нхель Лу́на (англ. Diego Ángel Luna; 7 сентября 2003, Саннивейл, Калифорния, США) — американский футболист, полузащитник клуба «Реал Солт-Лейк» и сборной США.

## Карьера

### Клубная карьера
Диего начал заниматься футболом в возрасте пяти лет в детской команде «Пало-Алто» под руководством своего отца Альберто. В 2015 году присоединился к академии клуба MLS «Сан-Хосе Эртквейкс». В 2018 году перешёл в филиал академии испанского клуба «Барселона» в Аризоне.
5 апреля 2021 года Луна подписал контракт с клубом Чемпионшипа ЮСЛ «Эль-Пасо Локомотив». Его профессиональный дебют состоялся 8 мая в матче против «Нью-Мексико Юнайтед», в котором он вышел на замену на 78-й минуте вместо Ричи Райана. 3 июня в матче против «Остин Боулд» забил свой первый гол в профессиональной карьере. По итогам сезона 2021, в котором забил девять мячей и отдал пять результативных передач, Луна был включён во вторую символическую сборную Чемпионшипа ЮСЛ, а также номинировался на звание молодого игрока года в Чемпионшипе ЮСЛ, но в голосовании финишировал вторым, уступив Джонатану Гомесу. 30 ноября перезаключил контракт с «Эль-Пасо Локомотив» на сезон 2022.
2 июня 2022 года Луна перешёл в клуб MLS «Реал Солт-Лейк», подписав контракт до конца сезона 2024 с опциями продления на сезоны 2025 и 2026, за рекордную для USL сумму 250 тыс. долларов. За права на него в MLS «Реал Солт-Лейк» выплатил «Сан-Хосе Эртквейкс» 50 тыс. долларов в общих распределительных средствах. За РСЛ он дебютировал 4 июня в матче против «Ванкувер Уайткэпс», выйдя на замену на 88-й минуте вместо Серхио Кордовы. 21 июня 2023 года в матче против «Сент-Луис Сити» забил свой первый гол за РСЛ. 15 июля в матче против «Нью-Йорк Ред Буллз» оформил дубль, за что был назван лучшим игроком игрового дня MLS. 8 марта 2024 года Луна продлил контракт с «Реал Солт-Лейк» до конца сезона 2026 с клубными опциями на сезоны 2027 и 2028.

### Международная карьера
В составе сборной США до 20 лет Луна стал победителем молодёжного чемпионата КОНКАКАФ 2022. Был включён в состав сборной на молодёжный чемпионат мира 2023.
5 января 2024 года Луна был впервые вызван в старшую сборную США, в ежегодный январский тренировочный лагерь. 20 января в товарищеском матче со сборной Словении, завершившем лагерь, он дебютировал за сборную США, выйдя в стартовом составе.

## Достижения
Командные
 сборная США до 20 лет
- Победитель молодёжного чемпионата КОНКАКАФ: 2022

Индивидуальные
- Член второй символической сборной Чемпионшипа ЮСЛ: 2021

## Статистика выступлений

### Клубная статистика
| Выступление              | Выступление      | Выступление      | Лига | Лига | Плей-офф | Плей-офф | Кубок | Кубок | Континент | Континент | Итого | Итого |
| Клуб                     | Лига             | Сезон            | Игры | Голы | Игры     | Голы     | Игры  | Голы  | Игры      | Голы      | Игры  | Голы  |
| ------------------------ | ---------------- | ---------------- | ---- | ---- | -------- | -------- | ----- | ----- | --------- | --------- | ----- | ----- |
| Эль-Пасо Локомотив       | USLC             | 2021             | 31   | 9    | 1        | 0        | —     | —     | —         | —         | 32    | 9     |
| Эль-Пасо Локомотив       | USLC             | 2022             | 10   | 4    | —        | —        | 1     | 0     | —         | —         | 11    | 4     |
| Эль-Пасо Локомотив       | Итого            | Итого            | 41   | 13   | 1        | 0        | 1     | 0     | —         | —         | 43    | 13    |
| Реал Солт-Лейк           | MLS              | 2022             | 13   | 0    | 0        | 0        | —     | —     | —         | —         | 13    | 0     |
| Реал Солт-Лейк           | MLS              | 2023             | 23   | 5    | 3        | 2        | 2     | 0     | 4         | 0         | 32    | 7     |
| Реал Солт-Лейк           | MLS              | 2024             | 10   | 1    | —        | —        | 1     | 1     | —         | —         | 11    | 2     |
| Реал Солт-Лейк           | Итого            | Итого            | 46   | 6    | 3        | 2        | 3     | 1     | 4         | 0         | 56    | 9     |
| Реал Монаркс (фарм-клуб) | MLS Next Pro     | 2022             | 2    | 0    | —        | —        | —     | —     | —         | —         | 2     | 0     |
| Реал Монаркс (фарм-клуб) | MLS Next Pro     | 2023             | 1    | 2    | —        | —        | —     | —     | —         | —         | 1     | 2     |
| Реал Монаркс (фарм-клуб) | Итого            | Итого            | 3    | 2    | —        | —        | —     | —     | —         | —         | 3     | 2     |
| Всего за карьеру         | Всего за карьеру | Всего за карьеру | 90   | 21   | 4        | 2        | 4     | 1     | 4         | 0         | 102   | 24    |

Источники: Transfermarkt, Soccerway, Footballdatabase.eu.

### Международная статистика
| Команда | Год   | Игры | Голы |
| ------- | ----- | ---- | ---- |
| США     |       |      |      |
| 2024    | 1     | 0    |      |
| Всего   | Всего | 1    | 0    |

Источник: National Football Teams.